# Strade Bianche
Strade Bianche (em português:  Estradas Brancas em alusão ao “sterrato”) é uma corrida de um dia profissional de ciclismo em estrada que se disputa na região de Toscânia, na Itália. Percorre um trajecto principalmente através da província de Siena, com saída de sua cidade homónima —Siena— e chegada na Piazza del Campo, também na mesma cidade.Celebra-se no primeiro sábado de março e pertence ao calendário UCI World Tour, máxima categoria das corridas profissionais.
A Strade Bianche foi criada em 2007. Desde então, celebrou-se anualmente sem interrupções.
Apesar da sua curta vida é uma clássica muito cobiçada e importante para os corredores. Caracteriza-se pelos seus trechos de “sterrato”, com uma distância total que costuma rondar os 50-60 km (repartidos em sectores), e pelas pequenas colinas da região da Toscânia, que figuram ao longo de todo o percurso.
Com três vitórias (2008, 2012 e 2016), Fabian Cancellara é o ciclista mas laureado da prova. Como homenagem pelos seus três triunfos a organização homenageou-o em 2017 baptizando com o seu nome um trecho de sterrato do Monte Sante Marie.
Está organizado pela RCS Sport e desde 2015 a corrida conta com uma versão feminina.

## História
As origens da Strade Bianche datam do ano 1997, com a edição inaugural da marcha cicloturista «L'Eroica», ainda que com carácter não-profissional até 2007, quando se celebrou a 1ª edição da corrida profissional, com o nome de «Monte Paschi Eroica», pelo seu patrocinador, o banco Monte Paschi, a entidade financeira em funcionamento mais antiga do mundo.
Inspirada na Paris-Roubaix e Ronde van Vlaanderen, a Strade Bianche celebrou-se inicialmente em outubro mas estabeleceu-se, desde 2008, no primeiro sábado de março, uma semana após o «fim de semana inaugural» belga e poucos dias antes de celebrar-se a Tirreno-Adriático. Em 2009, o nome foi alterado para «Montepaschi Strade Bianche» e depois para «Strade Bianche», em 2012, quando o banco terminou o seu patrocínio.
Na sua primeira edição, a corrida formou para o UCI Europe Tour, dentro da categoria 1.1, categoria mais baixa dos circuitos continentais. Desde então, a prova italiana vem ganhando protagonismo rapidamente, sendo uma das clássicas mais prestigiosas da actualidade apesar da sua escassa antiguidade, passando à categoria 1.hc em 2015 e a UCI World Tour em 2017.

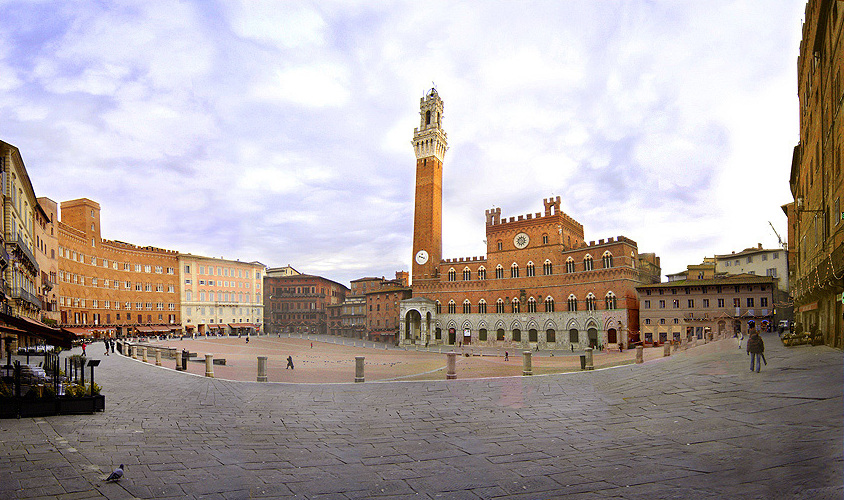
Piazza del Campo, final da Strade Bianche em todas suas edições.

### Percorrido
Desde a sua criação, a Strade Bianche tem sofrido mudanças em seu traçado, ainda que sempre mantendo a sua essência, o “sterrato”. Até à edição de 2013, a partida tinha sido sempre a mesma, Gaiole in Chianti, mas nos dois anos seguintes partiu desde a localidade de San Gimignano, a noroeste de Siena, estreando-se em 2016 a própria cidade de Siena como início da prova.
Quanto à chegada, a localidade de Siena, e concretamente a Piazza del Campo, é, desde a primeira edição, o final da corrida, em torno da qual se desenvolve a clássica. Em 2009, adoptou-se o modelo para os últimos 20 km que se manteve estável até à actualidade, destacando a mudança de acesso à meta, chegando à Piazza através da Via Santa Caterina, um curto mas duro troço final com rampas de até 16% e superfície em pavé.

## Palmarés
| Ano                         | Vencedor             | Segundo            | Terceiro              |
| --------------------------- | -------------------- | ------------------ | --------------------- |
| Monte Paschi Eroica         |                      |                    |                       |
| 2007                        | Alexandr Kolobnev    | Marcus Ljungqvist  | Mijailo Jalilov       |
| 2008                        | Fabian Cancellara    | Alessandro Ballan  | Linus Gerdemann       |
| 2009                        | Thomas Löfkvist      | Fabian Wegmann     | Martin Elmiger        |
| Monte Paschi Strade Bianche |                      |                    |                       |
| 2010                        | Maxim Iglinsky       | Thomas Löfkvist    | Michael Rogers        |
| 2011                        | Philippe Gilbert     | Alessandro Ballan  | Damiano Cunego        |
| Strade Bianche              |                      |                    |                       |
| 2012                        | Fabian Cancellara    | Maxim Iglinsky     | Oscar Gatto           |
| 2013                        | Moreno Moser         | Peter Sagan        | Rinaldo Nocentini     |
| 2014                        | Michał Kwiatkowski   | Peter Sagan        | Alejandro Valverde    |
| 2015                        | Zdeněk Štybar        | Greg Van Avermaet  | Alejandro Valverde    |
| 2016                        | Fabian Cancellara    | Zdeněk Štybar      | Gianluca Brambilla    |
| 2017                        | Michał Kwiatkowski   | Greg Van Avermaet  | Tim Wellens           |
| 2018                        | Tiesj Benoot         | Romain Bardet      | Wout van Aert         |
| 2019                        | Julian Alaphilippe   | Jakob Fuglsang     | Wout van Aert         |
| 2020                        | Wout van Aert        | Davide Formolo     | Maximilian Schachmann |
| 2021                        | Mathieu van der Poel | Julian Alaphilippe | Egan Bernal           |
| 2022                        | Tadej Pogačar        | Alejandro Valverde | Kasper Asgreen        |
| 2023                        | Thomas Pidcock       | Valentin Madouas   | Tiesj Benoot          |
| 2024                        | Tadej Pogačar        | Toms Skujiņš       | Maxim Van Gils        |
| 2025                        | Tadej Pogačar        | Thomas Pidcock     | Tim Wellens           |

### Estatísticas

#### Mais vitórias
Até a edição 2018.
| Ciclista           | Vitórias | Anos             |
| ------------------ | -------- | ---------------- |
| Fabian Cancellara  | 3        | 2008, 2012, 2016 |
| Michał Kwiatkowski | 2        | 2014, 2017       |

#### Outros dados
- A edição mais rápida teve lugar na edição de 2011: 40,079 km/h  Philippe Gilbert.[10]

### Palmarés por países
| País          | Vitórias |
| ------------- | -------- |
| Suíça         | 3        |
| Bélgica       | 3        |
| Polónia       | 2        |
| Itália        | 1        |
| Cazaquistão   | 1        |
| Chéquia       | 1        |
| Rússia        | 1        |
| Suécia        | 1        |
| França        | 1        |
| Eslovênia     | 1        |
| Reino Unido   | 1        |
| Países Baixos | 1        |